# ビサヤン海
ビサヤン海（ビサヤンかい、Visayan Sea）はフィリピン諸島の中部にある、島々に囲まれた小さな海域である。フィリピン北部のルソン島とその周辺の地方と、フィリピン中部のビサヤ諸島地方の間に位置する内海である。
東・南・西の三方はビサヤ諸島に囲まれており、東は東ビサヤ地方のサマール島・レイテ島、南は中部ビサヤ地方のセブ島とネグロス島、西は西ビサヤ地方のパナイ島がある。一方、北はルソン島の南部ビコル地方に属するマスバテ島が横たわっている。
ビサヤン海は北西のシブヤン海にジントトロ海峡を通じてつながっている。また北東にはサマール海が、南東にはカモテス海が、南のミンダナオ海（ボホール海）へはタノン海峡を通じてつながっている。フィリピン諸島西部のスールー海には、パナイ・ネグロス島間のギマラス海峡とパナイ湾を経て行くことができる。
ビサヤン海にはバンタヤン島などの島々が浮かんでいる